# Uskoro
Uskoro je osmi studijski album beogradskog muzičkog sastava Kanda, Kodža i Nebojša, izdat 15. februara 2019. godine, u izdavačkoj kući Mascom.
Album je izdat na CD-u, a ovo je i prvi album benda koji je izdat i na gramofonskoj ploči. Kritika je album primila vrlo dobro, uglavnom naglašavajući muzičku zrelost benda.
Pored autorskih pesama, na albumu se nalazi i pesma Čoek ker koja je autorski prepev pesme The Joker američkog muzičara Boba Mozlija. To je prva obrada neke tuđe pesme na albumima KKN.
Pesma Tako volim da živim izglasana je za Mascom hit 2018. godine, u izboru publike.

## Produkcija
Pesme Jamajka i Prekidi ponovo snimljene su još 2016. godine, u studiju „Šamarčina”. Pesmu Prekidi ponovo producirao je Kaspar Vajnberg, a sve ostale pesme je snimio i, uz članove benda, producirao Vladimir Burić, tokom 2017. i 2018. godine. Nenad Pejović je rekao da „album jeste studijski, ali je najveći deo snimljenog zabeležen tako što smo svirali zajedno u studiju kao da smo na koncertu.” Oliver Nektarijević je, u intervjuu za magazin Nedeljnik, naveo da je album snimljen za svega nekoliko sati.
U intervjuu za Novi magazin, Nektarijević je izjavio da je naziv albuma preuzet od privremenog naslova iz kataloga izdavača, rekavši da ga je reč „uskoro” asocirala na nadu u „bezbrižniji i opušteniji život”.
Omot albuma je u potpunosti štampan u crno-beloj tehnici. Naslovna fotografija, odabrana kao kompromisna između benda i izdavača, snimljena je u leto 2018. godine i sleđa prikazuje Nektarijevića zagledanog u morsko prostranstvo. Izdanje na CD-u umotano je i u belu futrolu koja je osmišljena da potcrta smisao naslova albuma.

## Promocija
Tokom 2018. godine objavljeni su video-spotovi za četiri pesme sa ovog albuma: Jamajka, Letnji dan, Misli dobro i Tako volim da živim. U martu 2019. objavljen je i spot za pesmu Lako polako, a najavljen je spot i za još jednu pesmu.
Izdanje albuma na gramofonskoj ploči je promovisano tako što je za prvih 150 kupaca ploče bio omogućen dolazak na poseban koncert koji je održan 12. marta 2019. u beogradskom pozorištu DADOV, lokaciji koja je dotad bila držana u tajnosti.
Puna koncertna promocija albuma održana je 31. maja 2019. u novootvorenom beogradskom klubu Neverland u kojem je to bio prvi održani koncert od otvaranja.

## Ocene kritike
| Професионални рејтинг | Професионални рејтинг |
| Резултати             | Резултати             |
| Извор                 | Рејтинг               |
| --------------------- | --------------------- |
|                       | [ 10 ]                |
|                       | [ 11 ]                |

Nenad Pekez sa novosadskog sajta Hardwired Magazine ocenio je album sa 4,5 od pet zvezdica, napisavši: „Kao glas zdravog razuma u nenormalnim okolnostima i melema na tešku ranu, novi album je tu da nas uveri da će sve biti u redu.”
Milan Mazinjanin sa sajta PRIS je napisao da „poetika ovog albuma fluktuira između pejzažno-utopijskih, eskapističkih slika koje otvaraju vrata jednog izmaštanog sveta, punog nade u dobro danas i bolje sutra, uprkos ponuđeno skromnim uslovima, te potkontekstualnim društveno-angažovanim temama, obrađenim na autentičan, KKN-ovski način”, uz ocenu da je bend „u najzrelijoj fazi svog rada i postojanja, u autorskom i sviračkom kontekstu”.
Branislav Cvetković sa sajta Balkanrock napisao je da „tematski sličan prethodnim, ali gitarski veoma ubedljiv, album Uskoro otpočinje i završava pravim rock zvukom, prekinutim u tri navrata laganijim ritmom koji podseća na KKN s početka karijere”, uz opasku da „Kanda Kodža i Nebojša zvuči veoma moćno”.
Zorica Kojić je u dnevnom listu Danas napisala da „priča o albumu 'Uskoro' je priča o jednom gradu (...) koji vas iskušava svojim lavirintima svaki put drugačijim (...) i kojem je stalo do vas više nego što mislite”, uz zaključak da je se radi o „predivnoj ploči”.
Aleksandar Janković je za City Magazine napisao da „KKN i dalje zvuče sveže, koncizno i jezgrovito. Gitare su sirovije, bučnije i direktnije, a Oliverov glas i dalje versatilan”, kao i da „'Uskoro' nije dug album,
ali je konzistentan, politički samosvestan i svež”.
Sajt Balkanrock uvrstio je ovaj album među 25 najboljih albuma izdatih u regionu u 2019. godini.

## Spisak pesama
1. Prekidi ponovo (4:25)
2. Jamajka (2:48)
3. Lako polako (4:52)
4. Horor u Beogradu (3:21)
5. Misli dobro (4:47)
6. Letnji dan (4:15)
7. Tako volim da živim (3:33)
8. Uradio sam sve (5:23)
9. Čoek ker (The Joker) (2:37)

## Spoljašnje veze
- Video-spot za pesmu Jamajka (pristupljeno 26.3.2019)
- Video-spot za pesmu Misli dobro (pristupljeno 26.3.2019)
- Video-spot za pesmu Letnji dan (pristupljeno 25.1.2019)
- Video-spot za pesmu Tako volim da živim (pristupljeno 25.1.2019)
- Video-spot za pesmu Lako polako (pristupljeno 29.3.2019)
- Video-spot za pesmu Horor u Beogradu (pristupljeno 12.5.2020)
- Snimak promotivnog koncerta u pozorištu DADOV (pristupljeno 29.3.2019)